# Black Jack (televisieserie)
Black Jack is een Australische televisieserie die draait om detective Jack Kempson. In het archief van de politie is hij supervisor over het invoeren van gegevens in het computersysteem "Crimetrace". Deze nieuwe technologie wordt gebruikt om oude zaken op te lossen, en het oplossen van misdaden is datgene waar Jack Kempson het best in is. In Nederland heeft de KRO de reeks helemaal uitgezonden.
Jack Kempson wordt gespeeld door Colin Friels (geboren op 25 september 1952). De andere hoofdrollen worden gespeeld door Marta Dusseldorp (als Sam Lawson, zijn assistente) en David Field (als Terry Kavanagh, zijn baas).

## Afleveringen van deze serie
- 1. Murder Archive (2003)
- 2. Sweet science (2004)
- 3. In the Money (2005)
- 4. Ace Point Game (2005)
- 5. Dead memory (2006, met Yvonne Strahovski)
- 6. At the gates (2006)
- 7. Ghosts (2007)